# معادلة خطية
في الرياضيات، المعادلة الخطية (بالإنجليزية: Linear equation)‏ هي المعادلة التي كل حد فيها هو عدد ثابت، أو جداء عدد ثابت بالقوة الأولى لمتغيّر واحد فقط. قد تحتوي المعادلة الخطية على متغيّرٍ واحد، أو أي عدد آخر من المتغيّرات. وإنّ للمعادلات الخطية استعمالات شائعة في الرياضيات التطبيقية، كما وأنّ لها أهمّية كبرى في نمذجة العديد من الظواهر. وتبرز أهمّيتها حتّى في الظواهر غير الخطيّة، حيث بالإمكان نمذجتها، في بعض الأحيان، كظواهر خطيّة، إذا ما فرضنا أنّ بعض الكميات في النظام تتغيّر في مجال ضيق جدًا، وهو ما يسمّى بالإخطاط.

## معادلة خطية بمجهولين

مخطط معادلتين خطيتين.

هي معادلة تساوي بين دالتين خطيتين. لذلك فإن المعادلة التالية تمثل معادلة خطية بالنسبة لمتغيرين حقيقيين x وy :
{\displaystyle 3x+y-5=-7x+4y+3\;}
بما أن المعادلة الخطية تحتوي فقط توابع خطية بالنسبة للمتغيرات الموجودة فيها (أي كثيرات حدود من الدرجة الأولى)، فإن مصطلحات مثل {\displaystyle x^{2}} أو {\displaystyle y^{1 \over 3}} أو {\displaystyle xy} أو {\displaystyle sin(x)\;} غير مسموحة في هذه المعادلات، لكونها غير خطيّة.
أنّ الطريقة الأكثر شيوعًا لتدوين معادلة خطية بمجهولين هي كالتالي:
{\displaystyle y=ax+b\;}
حيث أنّ a وb هما عددان ثابتان. إنّ مصدر تسمية المعادلة ب«خطيّة» يعود إلى كونها تمثّل خطوطًا في المستوى إذا قمنا برسم رسمها البياني. في هذا التمثيل، تمثّل القيمة a ما يعرف بميل الخط، أي بكم تكبر قيمة y إذا كبرت قيمة x بوحدة واحدة، في حين تمثّل القيمة b تقاطع الرسم البياني الخطي للدالة مع محور المتغيّر y.

### الصيغ المختلفة لمعادلة خطية بمجهولين
ليست الصيغة أعلاه هي الوحيدة لتدوين معادلة خطية بمجهولين. فبالإمكان تحويل الصورة أعلاه إلى عدد من الصور أو الهيئات الأخرى. في هذا القسم تشير الأحرف x وy وt إلى متغيّرات، في حين تشير باقي الأحرف إلى قيم عددية ثابتة.

#### الصيغة العامّة
{\displaystyle Ax+By+C=0\;}
بحيث A وB ليسا كليهما صفرًا. هذه الصيغة هي أكثر صيغة عامّة لوصف معادلة خطية، وعمومًا يكون فيها A قيمة موجبة. إنّ الرسم البياني لهذه المعادلة هو خط مستقيم، وبالإمكان ترجمة كل خط مستقيم في المستوى إلى معادلة بهذا الشكل. إذا لم يكن A صفرًا، بالإمكان وجود نقطة تقاطع الخط مع محور x: {\displaystyle -{C \over A}}. بطريقة مماثلة، فإذا لم يكن B صفرًا، يكون للخط نقطة تقاطع مع محور y في {\displaystyle -{C \over B}}.

#### الصيغة المتبعة
{\displaystyle Ax+By=C\;}

### دوالومؤثراتخطيّة
في جميع الصيغ أعلاه (إذا فرضنا أن رسم الخط البياني ليس عاموديًا)، كان المتغير y هو دالّة من المتغيّر x، ويكون الرسم البياني للدالة هو نفسه الرسم البياني للمعادلة.
في الحالة الخاصة التي يمر فيها الخط المستقيم في نقطة الأصل وإذا كان بالإمكان كتابة المعادلة بالصورة {\displaystyle y=f(x)\;}، فتكون لـf الخواص التالية:
{\displaystyle f(x+y)=f(x)+f(y)\;}
وأيضًا:
{\displaystyle f(ax)=af(x)\;}
لأي قيمة a. أي دالة تحقّق هذه الخواص تدعى دالّة خطيّة أو اقتران خطي.